# Lombard Pápa Termál FC
Lombard Pápa Termál FC – węgierski klub piłkarski z siedzibą w mieście Pápa działający w latach 1995–2005.

## Historia

### Chronologia nazw
- 1995: Pápai Egyesített Labdarúgó Club (ELC)
- 2003: Pápai Termál PELC
- 2004: Lombard Pápa Termál FC - przejęcie licencji Lombard FC Haladás

## Osiągnięcia
- W lidze (8 sezonów): 2004/05-2005/06, 2009/10-2014/15

## Europejskie puchary
Legenda do wszystkich tabel:
- Q – runda eliminacyjna, 1/16, 1/8, 1/4, 1/2 – odpowiednia faza rozgrywek, Grupa – runda grupowa, 1r gr – pierwsza runda grupowa, 2r gr – druga runda grupowa, F – finał, R – runda, PO – play-off
- k. – rzuty karne, los. – losowanie, Dogr. – dogrywka, w. – zasada bramek strzelonych na wyjeździe

| Sezon | Rozgrywki        | Runda | Przeciwnik          | Dom | Wyjazd | Ogólnie |
| ----- | ---------------- | ----- | ------------------- | --- | ------ | ------- |
| 2005  | Puchar Intertoto | 1R    | WIT Georgia Tbilisi | 2–1 | 1–0    | 3–1     |
| 2005  | Puchar Intertoto | 2R    | IFK Göteborg        | 2–3 | 0–1    | 2–4     |